# Phare de Karlstaðatangi
Le phare de Karlstaðatangi (en islandais : Karlsstaðatangaviti) est un phare situé sur la côte septentrionale du Berufjörður dans la région d'Austurland.